# Polo aquático nos Jogos Olímpicos de Verão de 2012 - Feminino
O torneio feminino de polo aquático nos Jogos Olímpicos de Verão de 2012 foi disputado entre os dias 29 de julho e 9 de agosto na Arena de Polo Aquático em Londres.
Oito equipes disputaram o torneio, divididos em dois grupos de quatro equipes cada. Todas as equipes avançaram às quartas de final. As vencedoras das quartas partiram para as semifinais, passando a brigar diretamente pelas medalhas, e as equipes perdedoras nas quartas de final disputaram partidas de consolação para definir suas colocações finais no torneio olímpico.

## Medalhistas
|  | USA Estados Unidos |  | ESP Espanha |  | AUS Austrália |
|  | Elizabeth Armstrong Heather Petri Melissa Seidemann Brenda Villa Lauren Wenger Maggie Steffens Courtney Mathewson Jessica Steffens Elsie Windes Kelly Rulon Annika Dries Kami Craig Tumua Anae |  | Laura Ester Marta Bach Anni Espar Roser Tarragó Matilde Ortiz Jennifer Pareja Lorena Miranda María del Pilar Peña Andrea Blas Ona Meseguer Maica García Godoy Laura López Ana Copado |  | Victoria Brown Gemma Beadsworth Sophie Smith Holly Lincoln-Smith Jane Moran Bronwen Knox Rowena Webster Kate Gynther Glencora Ralph Ashleigh Southern Melissa Rippon Nicola Zagame Alicia McCormack |

## Fase de grupos
Todos as partidas seguem o horário de Londres (UTC+1).

### Grupo A
| Equipe         | P | J | V | E | D | GP | GC | SG |
| -------------- | - | - | - | - | - | -- | -- | -- |
| Espanha        | 5 | 3 | 2 | 1 | 0 | 33 | 26 | +7 |
| Estados Unidos | 5 | 3 | 2 | 1 | 0 | 30 | 28 | +2 |
| Hungria        | 2 | 3 | 1 | 0 | 2 | 35 | 37 | –2 |
| China          | 0 | 3 | 0 | 0 | 3 | 22 | 29 | –7 |

| 30 de julho 14:10 | Relatório | Espanha                                    | 11–6 | China         | Arena de Polo Aquático, Londres Árbitros: KAZ Alan Balfanbayev NZL Cory Williams |
| 30 de julho 14:10 | Relatório | Pontuação por períodos: 2–2, 4–2, 4–2, 1–0 |      |               | Arena de Polo Aquático, Londres Árbitros: KAZ Alan Balfanbayev NZL Cory Williams |
| 30 de julho 14:10 | Relatório | Espar 3                                    | Gols | Ma Huanhuan 3 | Arena de Polo Aquático, Londres Árbitros: KAZ Alan Balfanbayev NZL Cory Williams |

| 29 de julho 19:40 | Relatório | Hungria                                    | 13–14 | Estados Unidos | Arena de Polo Aquático, Londres Árbitros: GBR Brian Littlejohn BRA Denis Danelon |
| 29 de julho 19:40 | Relatório | Pontuação por períodos: 3–4, 4–4, 2–3, 4–3 |       |                | Arena de Polo Aquático, Londres Árbitros: GBR Brian Littlejohn BRA Denis Danelon |
| 29 de julho 19:40 | Relatório | Bucka 4                                    | Gols  | Steffens 7     | Arena de Polo Aquático, Londres Árbitros: GBR Brian Littlejohn BRA Denis Danelon |

| 1 de agosto 14:10 | Relatório | Hungria                                    | 11–10 | China                                           | Arena de Polo Aquático, Londres Árbitros: GRE Georgios Stavridis RUS Svetlana Dreval |
| 1 de agosto 14:10 | Relatório | Pontuação por períodos: 1–3, 4–4, 4–3, 2–0 |       |                                                 | Arena de Polo Aquático, Londres Árbitros: GRE Georgios Stavridis RUS Svetlana Dreval |
| 1 de agosto 14:10 | Relatório | Szűcs 4                                    | Gols  | Sun Yujun, Sun Yating, Sun Huizi, Ma Huanhuan 2 | Arena de Polo Aquático, Londres Árbitros: GRE Georgios Stavridis RUS Svetlana Dreval |

| 1 de agosto 18:20 | Relatório | Espanha                                    | 9–9  | Estados Unidos | Arena de Polo Aquático, Londres Árbitros: CAN Marie Deslieres NED Anton Bervoets |
| 1 de agosto 18:20 | Relatório | Pontuação por períodos: 3–1, 2–2, 1–4, 3–2 |      |                | Arena de Polo Aquático, Londres Árbitros: CAN Marie Deslieres NED Anton Bervoets |
| 1 de agosto 18:20 | Relatório | Pareja 4                                   | Gols | Craig 4        | Arena de Polo Aquático, Londres Árbitros: CAN Marie Deslieres NED Anton Bervoets |

| 3 de agosto 14:10 | Relatório | Espanha                                    | 13–11 | Hungria | Arena de Polo Aquático, Londres Árbitros: ITA Massimiliano Caputi RUS Svetlana Dreval |
| 3 de agosto 14:10 | Relatório | Pontuação por períodos: 4–3, 3–2, 3–2, 3–4 |       |         | Arena de Polo Aquático, Londres Árbitros: ITA Massimiliano Caputi RUS Svetlana Dreval |
| 3 de agosto 14:10 | Relatório | Espar 3                                    | Gols  | Antal 4 | Arena de Polo Aquático, Londres Árbitros: ITA Massimiliano Caputi RUS Svetlana Dreval |

| 3 de agosto 19:40 | Relatório | China                                      | 6–7  | Estados Unidos | Arena de Polo Aquático, Londres Árbitros: AUS Daniel Flahive MNE Marijo Brguljan |
| 3 de agosto 19:40 | Relatório | Pontuação por períodos: 1–0, 2–2, 0–3, 3–2 |      |                | Arena de Polo Aquático, Londres Árbitros: AUS Daniel Flahive MNE Marijo Brguljan |
| 3 de agosto 19:40 | Relatório | Sun Yating, Ma Huanhuan 2                  | Gols | Steffens 3     | Arena de Polo Aquático, Londres Árbitros: AUS Daniel Flahive MNE Marijo Brguljan |

### Grupo B
| Equipe       | P | J | V | E | D | GP | GC | SG  |
| ------------ | - | - | - | - | - | -- | -- | --- |
| Austrália    | 6 | 3 | 3 | 0 | 0 | 37 | 19 | +18 |
| Rússia       | 4 | 3 | 2 | 0 | 1 | 22 | 21 | +1  |
| Itália       | 2 | 3 | 1 | 0 | 2 | 22 | 22 | 0   |
| Grã-Bretanha | 0 | 3 | 0 | 0 | 3 | 14 | 33 | –19 |

| 30 de julho 15:30 | Relatório | Itália                                     | 8–10 | Austrália | Arena de Polo Aquático, Londres Árbitros: USA Steven Rotsart HUN György Juhász |
| 30 de julho 15:30 | Relatório | Pontuação por períodos: 1–2, 3–2, 0–4, 4–2 |      |           | Arena de Polo Aquático, Londres Árbitros: USA Steven Rotsart HUN György Juhász |
| 30 de julho 15:30 | Relatório | Di Mario, Radicchi 2                       | Gols | Gynther 3 | Arena de Polo Aquático, Londres Árbitros: USA Steven Rotsart HUN György Juhász |

| 30 de julho 18:20 | Relatório | Grã-Bretanha                               | 6–7  | Rússia                 | Arena de Polo Aquático, Londres Árbitros: CAN Marie Deslieres CHN Ni Shiwei |
| 30 de julho 18:20 | Relatório | Pontuação por períodos: 2–3, 3–2, 0–1, 1–1 |      |                        | Arena de Polo Aquático, Londres Árbitros: CAN Marie Deslieres CHN Ni Shiwei |
| 30 de julho 18:20 | Relatório | Winstanley-Smith 3                         | Gols | Beliaeva, Prokofyeva 2 | Arena de Polo Aquático, Londres Árbitros: CAN Marie Deslieres CHN Ni Shiwei |

| 1 de agosto 15:30 | Relatório | Itália                                     | 4–7  | Rússia     | Arena de Polo Aquático, Londres Árbitros: ESP Sergi Sánchez ARG Germán Moller |
| 1 de agosto 15:30 | Relatório | Pontuação por períodos: 0–1, 1–1, 1–4, 2–1 |      |            | Arena de Polo Aquático, Londres Árbitros: ESP Sergi Sánchez ARG Germán Moller |
| 1 de agosto 15:30 | Relatório | Di Mario 2                                 | Gols | Lisunova 3 | Arena de Polo Aquático, Londres Árbitros: ESP Sergi Sánchez ARG Germán Moller |

| 1 de agosto 19:40 | Relatório | Grã-Bretanha                          | 3–16 | Austrália | Arena de Polo Aquático, Londres Árbitros: RSA Gus Pinker BRA Denis Danelon |
| 1 de agosto 19:40 | Relatório | Pontuação por períodos: 1–3, 1–5, 0–5 |      |           | Arena de Polo Aquático, Londres Árbitros: RSA Gus Pinker BRA Denis Danelon |
| 1 de agosto 19:40 | Relatório | Wilcox 2                              | Gols | Webster 5 | Arena de Polo Aquático, Londres Árbitros: RSA Gus Pinker BRA Denis Danelon |

| 3 de agosto 15:30 | Relatório | Rússia                                     | 8–11 | Austrália | Arena de Polo Aquático, Londres Árbitros: CRO Dragan Stampalja CAN Marie Deslieres |
| 3 de agosto 15:30 | Relatório | Pontuação por períodos: 4–6, 1–2, 1–0, 2–3 |      |           | Arena de Polo Aquático, Londres Árbitros: CRO Dragan Stampalja CAN Marie Deslieres |
| 3 de agosto 15:30 | Relatório | Lisunova 3                                 | Gols | Zagame 4  | Arena de Polo Aquático, Londres Árbitros: CRO Dragan Stampalja CAN Marie Deslieres |

| 3 de agosto 18:20 | Relatório | Grã-Bretanha                          | 5–10 | Itália           | Arena de Polo Aquático, Londres Árbitros: ARG Germán Moller JPN Kazuhiko Makita |
| 3 de agosto 18:20 | Relatório | Pontuação por períodos: 2–4, 1–2, 1–2 |      |                  | Arena de Polo Aquático, Londres Árbitros: ARG Germán Moller JPN Kazuhiko Makita |
| 3 de agosto 18:20 | Relatório | Gibson-Byrne 2                        | Gols | Emmolo, Di Mario | Arena de Polo Aquático, Londres Árbitros: ARG Germán Moller JPN Kazuhiko Makita |

## Fase final
|  | Quartas de final | Quartas de final    | Quartas de final |                    |             | Semifinal                | Semifinal           | Semifinal           |                     |  | Final | Final       | Final |
|  |                  |                     |                  |                    |             |                          |                     |                     |                     |  |       |             |       |
|  | A1               | ESP Espanha         | 9                |                    |             |                          |                     |                     |                     |  |       |             |       |
|  | B4               | GBR Grã-Bretanha    | 7                |                    |             |                          |                     |                     |                     |  |       |             |       |
|  | B4               | GBR Grã-Bretanha    | 7                |                    | A1          | ESP Espanha              | 10                  |                     |                     |  |       |             |       |
|  |                  |                     |                  |                    | A1          | ESP Espanha              | 10                  |                     |                     |  |       |             |       |
|  |                  | A3                  | HUN Hungria      | 9                  |             |                          |                     |                     |                     |  |       |             |       |
|  | A3               | A3                  | HUN Hungria      | 9                  | HUN Hungria | 11                       |                     |                     |                     |  |       |             |       |
|  | A3               |                     |                  |                    | HUN Hungria | 11                       |                     |                     |                     |  |       |             |       |
|  | B2               | RUS Rússia          | 10               |                    |             |                          |                     |                     |                     |  |       |             |       |
|  |                  |                     |                  |                    |             |                          |                     |                     |                     |  | A1    | ESP Espanha | 5     |
|  |                  |                     | A2               | USA Estados Unidos | 8           |                          |                     |                     |                     |  |       |             |       |
|  | A2               | USA Estados Unidos  | 9                |                    |             |                          |                     |                     |                     |  |       |             |       |
|  | B3               | ITA Itália          | 6                |                    |             |                          |                     |                     |                     |  |       |             |       |
|  | B3               | ITA Itália          | 6                |                    | A2          | USA Estados Unidos (pro) | 11                  |                     |                     |  |       |             |       |
|  |                  |                     |                  |                    | A2          | USA Estados Unidos (pro) | 11                  |                     |                     |  |       |             |       |
|  |                  | B1                  | AUS Austrália    | 9                  |             |                          | Disputa pelo bronze | Disputa pelo bronze | Disputa pelo bronze |  |       |             |       |
|  | A4               | CHN China           | 16 (2)           |                    |             |                          | B1                  | AUS Austrália (pro) | 13                  |  |       |             |       |
|  | B1               | AUS Austrália (pen) | 16 (4)           |                    |             |                          |                     |                     |                     |  | A3    | HUN Hungria | 11    |

### Quartas de final
| 5 de agosto 14:50 | Relatório | Hungria                                    | 11–10 | Rússia    | Arena de Polo Aquático, Londres Árbitros: ITA Massimiliano Caputi MNE Marijo Mrguljan |
| 5 de agosto 14:50 | Relatório | Pontuação por períodos: 3–3, 4–2, 1–3, 3–2 |       |           | Arena de Polo Aquático, Londres Árbitros: ITA Massimiliano Caputi MNE Marijo Mrguljan |
| 5 de agosto 14:50 | Relatório | Czigány, Szűcs, Antal, Kisteleki 2         | Gols  | Ivanova 4 | Arena de Polo Aquático, Londres Árbitros: ITA Massimiliano Caputi MNE Marijo Mrguljan |

| 5 de agosto 16:10 | Relatório | China                                                       | 16 (2)–16 (4) | Austrália | Arena de Polo Aquático, Londres Árbitros: GRE Georgios Stavridis CRO Dragan Stampalija |
| 5 de agosto 16:10 | Relatório | Pontuação por períodos: 5–5, 3–3, 4–2, 2–4 Tempo extra: 2–2 |               |           | Arena de Polo Aquático, Londres Árbitros: GRE Georgios Stavridis CRO Dragan Stampalija |
| 5 de agosto 16:10 | Relatório | Ma Huanhuan 4                                               | Gols          | Ralph 4   | Arena de Polo Aquático, Londres Árbitros: GRE Georgios Stavridis CRO Dragan Stampalija |

| 5 de agosto 19:00 | Relatório | Estados Unidos                             | 9–6  | Itália     | Arena de Polo Aquático, Londres Árbitros: ROU Adrian Alexandrescu SRB Mihajlo Ćirić |
| 5 de agosto 19:00 | Relatório | Pontuação por períodos: 3–3, 3–0, 0–1, 3–2 |      |            | Arena de Polo Aquático, Londres Árbitros: ROU Adrian Alexandrescu SRB Mihajlo Ćirić |
| 5 de agosto 19:00 | Relatório | Seidemann 3                                | Gols | Di Mario 3 | Arena de Polo Aquático, Londres Árbitros: ROU Adrian Alexandrescu SRB Mihajlo Ćirić |

| 5 de agosto 20:20 | Relatório | Espanha                                    | 9–7  | Grã-Bretanha    | Arena de Polo Aquático, Londres Árbitros: NZL Cory Williams RSA Gus Pinker |
| 5 de agosto 20:20 | Relatório | Pontuação por períodos: 3–2, 3–0, 2–3, 1–2 |      |                 | Arena de Polo Aquático, Londres Árbitros: NZL Cory Williams RSA Gus Pinker |
| 5 de agosto 20:20 | Relatório | Espar, Miranda 2                           | Gols | Painter-Snell 3 | Arena de Polo Aquático, Londres Árbitros: NZL Cory Williams RSA Gus Pinker |

### Classificação 5º–8º
| 7 de agosto 14:10 | Relatório | Itália                                     | 10–14 | China                                                                 | Arena de Polo Aquático, Londres Árbitros: RUS Svetlana Dreval NED Anton Bervoets |
| 7 de agosto 14:10 | Relatório | Pontuação por períodos: 2–5, 2–5, 2–2, 4–2 |       |                                                                       | Arena de Polo Aquático, Londres Árbitros: RUS Svetlana Dreval NED Anton Bervoets |
| 7 de agosto 14:10 | Relatório | Di Mario 4                                 | Gols  | Wang Yi, Teng Fei, Ma Huanhuan, Sun Yating, Song Donglun, Zhang Lei 2 | Arena de Polo Aquático, Londres Árbitros: RUS Svetlana Dreval NED Anton Bervoets |

| 7 de agosto 18:20 | Relatório | Rússia                                     | 11–9 | Grã-Bretanha            | Arena de Polo Aquático, Londres Árbitros: BRA Denis Danelon ARG Germán Moller |
| 7 de agosto 18:20 | Relatório | Pontuação por períodos: 3–3, 1–2, 4–2, 3–2 |      |                         | Arena de Polo Aquático, Londres Árbitros: BRA Denis Danelon ARG Germán Moller |
| 7 de agosto 18:20 | Relatório | Prokofyeva 4                               | Gols | Wilcox, Painter-Snell 3 | Arena de Polo Aquático, Londres Árbitros: BRA Denis Danelon ARG Germán Moller |

### Semifinal
| 7 de agosto 15:30 | Relatório | Estados Unidos                                              | 11–9 | Austrália  | Arena de Polo Aquático, Londres Árbitros: GER Ulrich Spiegel CAN Marie Deslieres |
| 7 de agosto 15:30 | Relatório | Pontuação por períodos: 3–3, 3–2, 1–1, 2–3 Tempo extra: 2–0 |      |            | Arena de Polo Aquático, Londres Árbitros: GER Ulrich Spiegel CAN Marie Deslieres |
| 7 de agosto 15:30 | Relatório | Steffens 4                                                  | Gols | Southern 4 | Arena de Polo Aquático, Londres Árbitros: GER Ulrich Spiegel CAN Marie Deslieres |

| 7 de agosto 19:40 | Relatório | Hungria                                    | 9–10 | Espanha | Arena de Polo Aquático, Londres Árbitros: CRO Dragan Stampalija ITA Massimiliano Caputi |
| 7 de agosto 19:40 | Relatório | Pontuação por períodos: 1–2, 4–5, 2–2, 2–1 |      |         | Arena de Polo Aquático, Londres Árbitros: CRO Dragan Stampalija ITA Massimiliano Caputi |
| 7 de agosto 19:40 | Relatório | Antal, Drávucz, Szűcs 2                    | Gols | Espar 4 | Arena de Polo Aquático, Londres Árbitros: CRO Dragan Stampalija ITA Massimiliano Caputi |

### Disputa pelo 7º lugar
| 9 de agosto 14:30 | Relatório | Itália                                     | 11–7 | Grã-Bretanha      | Arena de Polo Aquático, Londres Árbitros: AUS Daniel Flahive HUN György Juhász |
| 9 de agosto 14:30 | Relatório | Pontuação por períodos: 2–3, 4–0, 3–2, 2–2 |      |                   | Arena de Polo Aquático, Londres Árbitros: AUS Daniel Flahive HUN György Juhász |
| 9 de agosto 14:30 | Relatório | Di Mario 4                                 | Gols | McCann, Clayton 2 | Arena de Polo Aquático, Londres Árbitros: AUS Daniel Flahive HUN György Juhász |

### Disputa pelo 5º lugar
| 9 de agosto 15:50 | Relatório | China                                                       | 16–15 | Rússia                  | Arena de Polo Aquático, Londres Árbitros: GBR Brian Littlejohn USA Steven Rotsart |
| 9 de agosto 15:50 | Relatório | Pontuação por períodos: 3–3, 5–6, 3–2, 3–3 Tempo extra: 2–1 |       |                         | Arena de Polo Aquático, Londres Árbitros: GBR Brian Littlejohn USA Steven Rotsart |
| 9 de agosto 15:50 | Relatório | Ma Huanhuan 6                                               | Gols  | Fedotova, A. Antonova 4 | Arena de Polo Aquático, Londres Árbitros: GBR Brian Littlejohn USA Steven Rotsart |

### Disputa pelo bronze
| 9 de agosto 18:40 | Relatório | Austrália                                                   | 13–11 | Hungria      | Arena de Polo Aquático, Londres Árbitros: ROU Adrian Alexandrescu CRO Dragan Stampalija |
| 9 de agosto 18:40 | Relatório | Pontuação por períodos: 2–1, 5–3, 3–4, 1–3 Tempo extra: 2–0 |       |              | Arena de Polo Aquático, Londres Árbitros: ROU Adrian Alexandrescu CRO Dragan Stampalija |
| 9 de agosto 18:40 | Relatório | Beadsworth 4                                                | Gols  | Keszthelyi 3 | Arena de Polo Aquático, Londres Árbitros: ROU Adrian Alexandrescu CRO Dragan Stampalija |

### Final
| 9 de agosto 20:25 | Relatório | Estados Unidos                                              | 8–5  | Espanha  | Arena de Polo Aquático, Londres Árbitros: CAN Marie Deslieres GRE Georgios Stavridis |
| 9 de agosto 20:25 | Relatório | Pontuação por períodos: 2–1, 5–3, 3–4, 1–3 Tempo extra: 2–0 |      |          | Arena de Polo Aquático, Londres Árbitros: CAN Marie Deslieres GRE Georgios Stavridis |
| 9 de agosto 20:25 | Relatório | Steffens 5                                                  | Gols | Pareja 3 | Arena de Polo Aquático, Londres Árbitros: CAN Marie Deslieres GRE Georgios Stavridis |

## Classificação final
| Pos.              | Equipe             | Campanha (V–E–D) |
| ----------------- | ------------------ | ---------------- |
| Medalha de ouro   | USA Estados Unidos | 5–1–0            |
| Medalha de prata  | ESP Espanha        | 4–1–1            |
| Medalha de bronze | AUS Austrália      | 5–0–1            |
| 4                 | HUN Hungria        | 2–0–4            |
| 5                 | CHN China          | 2–0–4            |
| 6                 | RUS Rússia         | 3–0–3            |
| 7                 | ITA Itália         | 2–0–4            |
| 8                 | GBR Grã-Bretanha   | 0–0–6            |